# Chiesa di Hagia Triada (Kadıköy)
La chiesa di Hagia Triada in greco Ιερός Ναός Αγίας Τριάδος?, in turco Aya Triada Kilisesi è una chiesa greco-ortodossa situata nel quartiere di Moda del distretto di Kadıköy di Istanbul, in Turchia.

## Storia
La chiesa è stata costruita nel 1902 dal patriarca Gioacchino III e dal metropolita di Kadıköy Yermanos, il quale è sepolto nel giardino della chiesa. Gli architetti dell'edificio furono G. Zahariadis e Belissarios Makropoulos. La chiesa è stata costruita in stile neobizantino e neorinascimentale.